# Kaiwá
Le kaiwá (ou cayová, caingua) est une langue tupi parlée au Brésil dans le Sud de l'État du Mato Grosso do Sul et dans le Nord de l'Argentine.

## Classification
Le kaiwá est une langue tupi-guarani de la branche I, dans la classification de Rodrigues (2007). Il a été considéré comme un dialecte du guarani.

## Phonologie

### Voyelles
|         | Antérieure | Centrale | Postérieure |
| ------- | ---------- | -------- | ----------- |
| Fermée  | i [i]      | ɨ [ɨ]    | u [u]       |
| Moyenne | e [e]      |          | o [o]       |
| Ouverte |            | a [a]    |             |

### Consonnes
|            |            | Bilabiale | Dentale | Palatale | Vélaire | Uvulaire | Glottale |
| ---------- | ---------- | --------- | ------- | -------- | ------- | -------- | -------- |
| Occlusives | Sourdes    | p [p]     | t [t]   |          | k [k]   | q [q]    | ʔ [ʔ]    |
| Occlusives | Sonores    | b [b]     | d [d]   | j [dʲ]   | g [g]   |          |          |
| Fricatives | Fricatives | v [v]     | s [s]   | ʃ [ʃ]    |         |          | h [h]    |
| Liquides   | Liquides   |           | r [r]   |          |         |          |          |